# 无毛山尖子
无毛山尖子（学名：Parasenecio hastatus var. glaber）为菊科蟹甲草属下的一个变种。

## 扩展阅读
- 維基物種上的相關：无毛山尖子